# Cosmin Contra
Cosmin Marius Contra (født 15. december 1975 i Timişoara, Rumænien) er en tidligere rumænsk fodboldspiller. Han spillede gennem sin karriere for blandt andet AC Milan, Atletico Madrid, West Bromwich Albion, Getafe CF, Dinamo Bukarest og Politehnica Timişoara.
Contra står (pr. august 2010) noteret for 72 kampe og syv scoringer for Rumæniens landshold, som han debuterede for tilbage i 1996. Han var en del af det rumænske hold ved EM i 2000 og EM i 2008.